# Unidas Podemos
Unidas Podemos (conocida por las siglas UP y, oficialmente, Podemos-IU), llamada Unidos Podemos hasta 2019, fue una coalición electoral española de partidos políticos situados en la izquierda del espectro político, formada en 2016 y extinta de facto en 2023. Desde enero de 2020 hasta noviembre de 2023, participó en el Gobierno de España a través de una vicepresidencia y cinco ministerios. Desde su creación, el espacio político fue encabezado por Pablo Iglesias, líder también de Podemos, hasta su dimisión el 4 de mayo de 2021. En ese momento, el liderazgo del espacio fue asumido por Yolanda Díaz, miembro del Partido Comunista de España y exmilitante de Izquierda Unida.
Inicialmente, fue creado bajo el nombre de Unidos Podemos el 13 de mayo de 2016 con el objetivo de presentarse a las elecciones generales del mismo año y agrupó a Podemos, Izquierda Unida, Unidad Popular, Equo, Construyendo la Izquierda-Alternativa Socialista y otras formaciones. Se presentó en todas las circunscripciones al Congreso de los Diputados y al Senado, excepto en las catalanas (donde se presentó la coalición En Comú Podem), valencianas (donde se presentó Compromís-Podemos-EUPV: A la Valenciana) y gallegas (donde se presentó En Marea) a ambas cámaras y en Ibiza-Formentera al Senado (donde se presentó Podemos-EU-Más).
En los procesos electorales autonómicos de Galicia, País Vasco, Cataluña y Andalucía celebrados entre 2016 y 2018 se formaron coaliciones similares en los distintos territorios, sumándose en algunos de ellos otras fuerzas de carácter regionalista o localista. Desde 2019, de cara a las elecciones europeas, autonómicas, municipales y generales, el espacio político se consolidó bajo la nueva marca, Unidas Podemos, si bien en algunas comunidades autónomas la coalición electoral no salió adelante o mantuvo nomenclaturas diferenciadas (como Cataluña, donde estos partidos concurrieron en la coalición En Comú Podem, o Galicia, donde se presentaron bajo Galicia en Común). La modificación de género gramatical respecto a la coalición Unidos Podemos se atribuyó a «un reconocimiento a la lucha del movimiento feminista». Equo abandonó la alianza en septiembre de ese mismo año. Podemos e Izquierda Unida volvieron a presentarse con el nombre de Unidas Podemos en las siguientes elecciones generales. En junio de 2021, el nuevo partido ecologista Alianza Verde cubrió el hueco dejado por Equo tras escindirse de este.
En base a los resultados obtenidos en las elecciones generales de noviembre de 2019, Unidas Podemos formó parte entre 2020 y 2023 del Gobierno de España, presidido por Pedro Sánchez (PSOE). Fue el primer gobierno de coalición en España desde 1939.
En las elecciones autonómicas de 2023 la coalición electoral consiguió unos resultados bajos. Esto obligó a los partidos políticos a reagruparse en una nueva coalición electoral de cara a las elecciones generales de julio de 2023: Sumar, liderada por Yolanda Díaz. La irrupción de Sumar supuso la extinción en el plano electoral de la marca «Unidas Podemos», si bien su relevancia política ya se había visto mermada.

## Historia

### Antecedentes
En la precampaña de las elecciones generales de 2015, diversas personas promovieron la creación de la plataforma ciudadana Ahora en Común, en la cual, junto a independientes y personas de otras organizaciones se integraron los militantes de Izquierda Unida para buscar una confluencia entre su partido, Podemos y otras agrupaciones de izquierdas. Tras los continuos rechazos de Podemos a incorporarse en lo que algunos miembros de este partido denominaban una «sopa de siglas», la plataforma fue perdiendo fuerza paulatinamente: se produjo el abandono de sus miembros fundadores y se perdió el nombre de la marca. Finalmente, la plataforma se convirtió en la coalición electoral Unidad Popular en el conjunto del Estado, sin ver cumplidas sus aspiraciones iniciales. En la provincia de Huesca, sin embargo, el nodo de Ahora en Común, que toma el nombre de Alto Aragón en Común, aceptó conformar una coalición con Podemos, obteniendo un diputado por esa circunscripción, aunque sin la participación de Izquierda Unida, que se presentó con la Chunta Aragonesista con la denominación de Unidad Popular en Común.

#### Proceso de negociación
El 20 de abril de 2016, algunos medios de comunicación informaban de que Podemos y Unidad Popular (IU-UPeC) estaban realizando negociaciones para presentar una lista conjunta, con el fin de superar al Partido Socialista Obrero Español (PSOE) del segundo lugar en las nuevas elecciones generales previstas para junio. Aunque los líderes de ambos partidos negaron que se hubiera alcanzado algún acuerdo, confirmaron que habían iniciado conversaciones no oficiales y señalaron que no las continuarían hasta que no estuviera asegurada la realización de nuevas elecciones.
Más de un centenar de intelectuales y artistas, incluyendo figuras mediáticas como El Gran Wyoming, Antonia San Juan, Carlos Bardem, Fernando Tejero o Luis Tosar, firmaron un manifiesto en el que llamaba a Podemos, sus confluencias, IU y a otras formaciones de algunas autonomías a agruparse y «unir fuerzas» para las próximas elecciones. Juan Carlos Monedero, uno de los fundadores de Podemos, propuso que debían concurrir bajo la marca de Podemos En Común. Por el contrario, algunos partidos integrantes de Izquierda Unida como Izquierda Abierta, coliderada por el excoordinador federal de IU, Gaspar Llamazares, se mostraron contrarios a la coalición desde el primer momento.
Hacia el 30 de abril, ambos partidos señalaron que se habían iniciado formalmente las conversaciones para una posible coalición, a pesar de las diferencias sobre «puntos importantes» —principalmente el nombre y la composición de las listas de candidatos— y que las conversaciones continuarían durante la semana siguiente para alcanzar un acuerdo. Al mismo tiempo, IU sometió a consulta con sus bases el posible acuerdo con Podemos, mediante una votación que se realizó entre el 2 y 4 de mayo. A la pregunta «¿apruebas una coalición electoral con Podemos y otras fuerzas de cara a las elecciones del 26 de junio?», los resultados fueron los siguientes con una participación del 28 % del censo:
| Respuesta    | Votos  | Porcentaje |
| ------------ | ------ | ---------- |
| A favor      | 16 953 | 84,5 %     |
| En contra    | 2623   | 13,1 %     |
| Abstenciones | 491    | 2,4 %      |
| Total        | 20 067 |            |

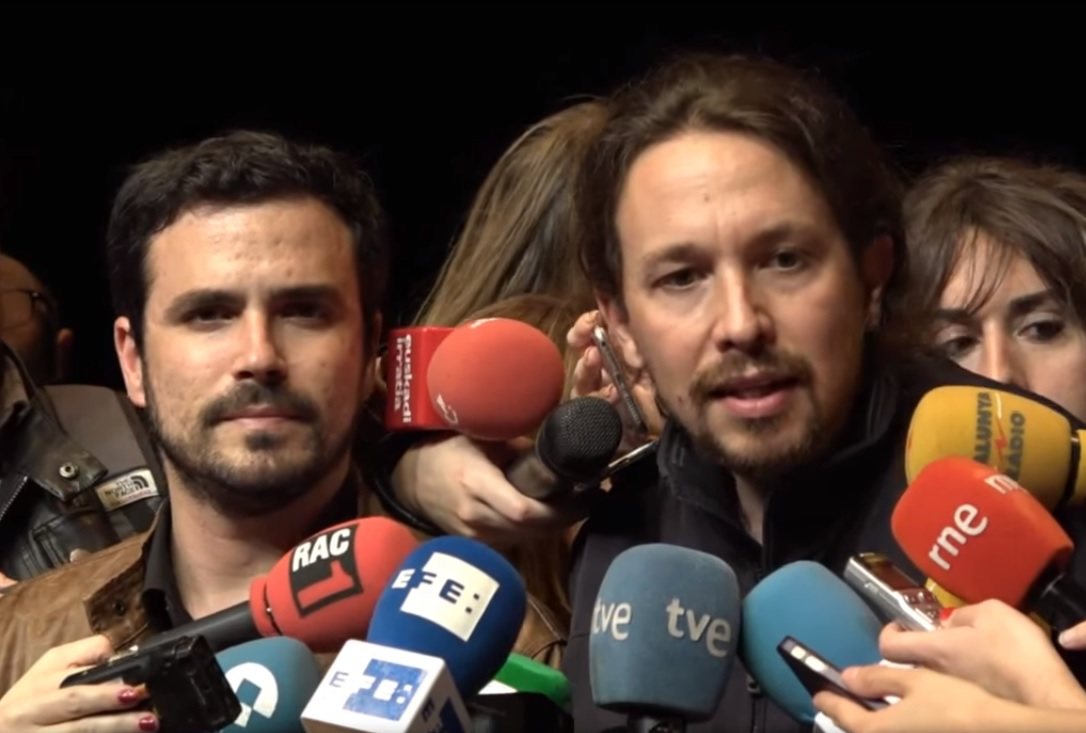
Alberto Garzón y Pablo Iglesias el 9 de mayo de 2016.

A pesar de que las conversaciones aún estaban en proceso y las negociaciones en desarrollo, hacia el 4 de mayo, a pocos días del quinto aniversario del Movimiento 15-M, los líderes de Podemos e IU auguraban un acuerdo, fijando al Partido Popular como su principal rival electoral.
El 9 de mayo, Pablo Iglesias y Alberto Garzón anunciaron oficialmente que se había alcanzado un preacuerdo entre sus formaciones para presentar una lista conjunta de candidatos en las próximas elecciones generales. El pacto garantizaba que una sexta parte de los candidatos obtenidos por Unidos Podemos, según las previsiones, pertenecerían a candidatos de Izquierda Unida; además, se preservarían las señas de identidad de cada partido. Podemos e Izquierda Unida celebraron sendas consultas a sus bases los días 10 y 11 de mayo para confirmar la convergencia de ambas fuerzas. Los resultados de Izquierda Unida —con una participación del 33 % del censo—, Podemos —con una participación del 35 %— y Equo —con una participación del 27,49 % de su censo— fueron los siguientes:
| Respuesta    | Votos  | Porcentaje |
| ------------ | ------ | ---------- |
| A favor      | 20 302 | 87,85 %    |
| En contra    | 2433   | 10,53 %    |
| Abstenciones | 374    | 1,62 %     |
| Total        | 23 109 |            |

| Respuesta | Votos   | Porcentaje |
| --------- | ------- | ---------- |
| A favor   | 141 649 | 98,00 %    |
| En contra | 2787    | 1,93 %     |
| En blanco | 104     | 0,07 %     |
| Total     | 144 540 |            |

| Respuesta    | Votos | Porcentaje |
| ------------ | ----- | ---------- |
| A favor      | 858   | 91,96 %    |
| En contra    | 56    | 6,00 %     |
| Abstenciones | 19    | 2,04 %     |
| Total        | 933   |            |

### Unidos Podemos (2016-2019)
El 13 de mayo de 2016, la coalición, que hasta ese momento carecía de nombre oficial, quedó registrada en la Junta Electoral Central con el nombre de Unidos Podemos. La coalición quedó conformada por Podemos, Izquierda Unida, Unidad Popular, Equo, Construyendo la Izquierda-Alternativa Socialista, Democracia Participativa (el partido instrumental empleado por la plataforma ciudadana Alto Aragón en Común) y otras formaciones.
Se presentó en todas las circunscripciones al Congreso de los Diputados y al Senado, excepto en las catalanas —Barcelona, Gerona, Lérida y Tarragona (donde se presentó la coalición En Comú Podem-Guanyem el Canvi)—, valencianas —Alicante, Castellón y Valencia (donde se presentó la coalición Compromís-Podemos-EUPV: A la Valenciana)— y gallegas —La Coruña, Lugo, Orense y Pontevedra (donde se presentó la coalición En Marea)— a ambas Cámaras y en Ibiza-Formentera al Senado (donde se presentó la coalición Podemos-EU-Más).

#### Otros partidos integrantes
El partido Por un Mundo Más Justo, aunque no estaba inscrito oficialmente en la misma, apoyó la coalición y su secretario general Miguel Ángel Vázquez fue en la lista por Madrid como independiente. De igual manera también se sumaron en Aragón Zaragoza en Común, que aportó el cabeza de lista al Senado en esta provincia, y Puyalón, con un candidato independiente también en la circunscripción de Zaragoza, Alternativa Ciudadana 25 de Mayo (AC-25M) en Lanzarote, con un candidato independiente en la circunscripción de Las Palmas, la Candidatura Unitaria de Trabajadores en Andalucía, con candidatos independientes en varias circunscripciones, y la Coalición Caballas en Ceuta.

#### Negociaciones fallidas
También hubo negociaciones para la confluencia con otras formaciones que no llegaron a fructificar:
- La Chunta Aragonesista no quería ocupar el tercer puesto en la lista de Zaragoza propuesto por la coalición.[73][74]
- El Partido Animalista Contra el Maltrato Animal consideró que la coalición no aseguraba la prohibición de los festejos taurinos.[75][74]
- El secretario general del Partido Socialista Obrero Español, Pedro Sánchez, rechazó la propuesta de ir con Unidos Podemos en listas conjuntas al Senado[76][74] incluso en la Comunidad Valenciana, donde la oferta contaba con el apoyo del PSPV.

### Unidas Podemos (2019-2023)
El 26 de mayo de 2018 la dirección de Podemos aprobó un protocolo de alianzas de cara a los siguientes procesos electorales de ámbitos europeo, autonómico y municipal. De esta forma, se alcanzaron los siguientes acuerdos:
- Para las elecciones al Parlamento Europeo de 2019, los partidos del espacio político hasta entonces conocido como Unidos Podemos se presentarían bajo la coalición Unidas Podemos Cambiar Europa,[77][78] al que se sumarían Izquierda Unida y Podemos tras sus respectivas primarias.
- En el ámbito autonómico la fórmula sería similar aunque aparecería también la marca de todos los actores que participen en las coaliciones que acabasen siendo conformadas. En el ámbito municipal se respetaría a aquellos lugares donde Podemos e Izquierda Unida opten finalmente por presentarse por separado, así como marcas municipales ya implantadas que decidiesen revalidarse.
- De cara a las elecciones generales de España de abril de 2019, se optaría por la denominación Unidas Podemos. La modificación de género gramatical respecto a la coalición Unidos Podemos se ha atribuido a «un reconocimiento a la lucha del movimiento feminista».[34]

Estos acuerdos fueron ratificados por Izquierda Unida y Equo a lo largo de 2018.
Finalmente, la coalición Unidas Podemos fue registrada el 15 de marzo de 2019 ante la Junta Electoral Central (JEC) por los partidos Podemos, Izquierda Unida y Equo para concurrir a las elecciones generales de abril de 2019. Se presentó en todas las circunscripciones al Congreso de los Diputados y al Senado, excepto en las catalanas (Barcelona, Gerona, Lérida y Tarragona, donde se presentó la coalición En Comú Podem-Guanyem el Canvi) y las gallegas (La Coruña, Lugo, Orense y Pontevedra, donde se presentaría la coalición En Común-Unidas Podemos). Tampoco presentó lista para el Senado en Mallorca, presentándose allí la coalición "Unidas Podemos-Veus Progressistes" en conjunto con Veus Progressistes‍, coalición que se presentó por su cuenta al Congreso.
Debido al adelanto electoral de las elecciones a las Cortes Valencianas, éstas sucedieron a la vez que las generales, por lo que la primera candidatura que se presentó ante la JEC fue Unides: Podem-Esquerra Unida (Unides: Podem-EUPV), coalición que obtendría el sexto puesto y pasaría a ser el socio menor de la renovación del Acuerdo del Botánico y, con ello, la continuación del Gobierno de la Comunidad Valenciana con el Partido Socialista del País Valenciano y Compromís.

#### Elecciones al Parlamento Europeo

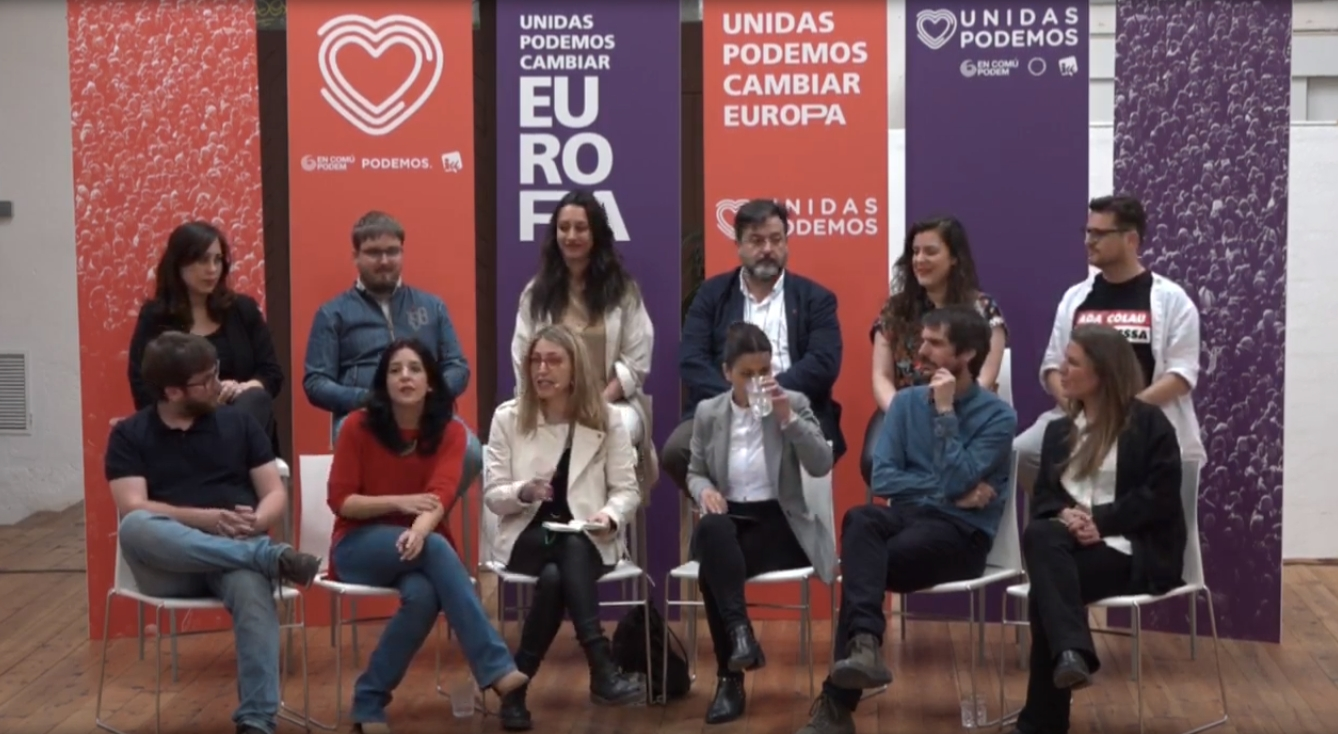
Presentación de la candidatura en mayo de 2019

Unidas Podemos Cambiar Europa había sido anunciada en la primavera de 2018 como una coalición entre Podemos, Izquierda Unida y el partido ecologista Equo, fruto de un preacuerdo entre las tres formaciones en un marco común con el acordado para las elecciones autonómicas de 2019. En las primarias de Podemos celebradas en noviembre de 2018 salieron escogidos como candidatos en los primeros puestos Pablo Bustinduy, Miguel Urbán, Idoia Villanueva, Patricia Caro, Esther Sanz, Carme Rodríguez y Marco Candela, con un orden todavía pendiente de ajustar con base al principio de paridad entre sexos. Por parte de IU, también en noviembre de 2018, resultaron elegidos Sira Rego y Manu Pineda como candidatos por dicha formación en los puestos de salida. Las bases de equo confirmaron a Florent Marcellesi como candidato del partido en enero de 2019. Otros partidos sumados a la coalición como Catalunya en Comú y Barcelona en Comú, ratificaron como sus candidatos a Ernest Urtasun y a Gerardo Pisarello en enero de 2019.
En marzo de 2019 Bustinduy renunció a liderar la lista, anunciándose su sustitución por la jurista María Eugenia Rodríguez Palop, que se integraría como independiente. En abril de 2019 los afiliados de Equo votaron a favor de retirarse de la coalición, apostando en su lugar por concurrir en coalición con Compromís, tal como hicieron en las elecciones de 2014. Esto provocó una situación de luchas internas en el partido ecologista entre afines a Juantxo López de Uralde y el resto del partido, con una facción habiéndose apuntado en el día de la fecha límite ante la Junta Electoral Central dentro de Unidas Podemos y otra dentro de la coalición Compromiso por Europa, resolviéndose finalmente en la renuncia de Marcellesi a concurrir dentro de Compromiso por Europa, quedándose fuera Equo de las elecciones como partido.
Una vez proclamadas las listas, la candidatura realizó su acto público de presentación el 8 de mayo de 2019. Tras las elecciones, 5 de los 6 diputados electos en la coalición (Rodríguez Palop, Rego, Villanueva, Urbán y Pineda) se integraron al constituirse el nuevo período legislativo en el Grupo Confederal de la Izquierda Unitaria Europea/Izquierda Verde Nórdica (GUE-NGL). Urtasun en cambio se integró en el Grupo de Los Verdes/Alianza Libre Europea (Greens/EFA).

#### Salida de Más Madrid y Equo
En Madrid, la ruptura de Íñigo Errejón con Podemos y distintas discrepancias internas en el grupo municipal de Ahora Madrid habían llevado a la presentación de dos listas electorales distintas a las elecciones municipales en la capital que contaban con concejales de la formación política gobernante: Más Madrid fue el nombre elegido para la candidatura liderada por la entonces alcaldesa Manuela Carmena, y contaba con el apoyo de Equo y del sector escindido de Podemos liderado por Íñigo Errejón; mientras que Madrid En Pie estaba liderada por el exconcejal de Hacienda Carlos Sánchez Mato, incluía a otros concejales de Ahora Madrid críticos con la gestión de Carmena y sus apoyos errejonistas, y fue apoyada por Izquierda Unida-Madrid, Anticapitalistas y Bancada Municipalista (plataforma sucesora de Ganemos Madrid). Podemos optó por pedir el voto para ambas candidaturas sin participar en ninguna de ellas. Finalmente Madrid En Pie no obtuvo representación y Manuela Carmena no revalidó la alcaldía, tras lo que se retiró de la política activa.
Por su parte, Íñigo Errejón, hasta hacía unos meses candidato de Podemos al Gobierno de la Comunidad de Madrid, preparaba una candidatura para las elecciones a la Asamblea de Madrid bajo la misma denominación que usaría Carmena en la capital, contando para ello con el apoyo de Equo y del sector escindido de Podemos tras su marcha. Mientras, Podemos e Izquierda Unida pactaban in extremis una candidatura de concentración con el resto de los componentes de Madrid En Pie, que acabó denominándose Unidas Podemos Izquierda Unida Madrid en Pie. Como resultado del acuerdo, a la configuración que resultó de las primarias de Podemos Comunidad de Madrid (liderada por Isa Serra) se incorporaron por IU-Madrid al número 2 a Sol Sánchez, al 6 a Vanessa Lillo, al 12 a Fernando Jiménez y al 16 a Carmen Rodríguez; y por Anticapitalistas, al número 11 a Raúl Camargo.
Siguiendo la ruptura de Más Madrid con Podemos, Equo abandonó la alianza en septiembre de ese mismo año, provocando la salida de un sector de militantes liderado por su fundador, Juan López de Uralde, contrarios a abandonar la coalición. Podemos e Izquierda Unida volvieron a presentarse con el nombre de Unidas Podemos en las siguientes elecciones generales, con el sector escindido de Equo constando en listas como independientes. En junio de 2021, el nuevo partido ecologista Alianza Verde cubrió el hueco dejado por Equo.

#### Entrada en el Gobierno de España

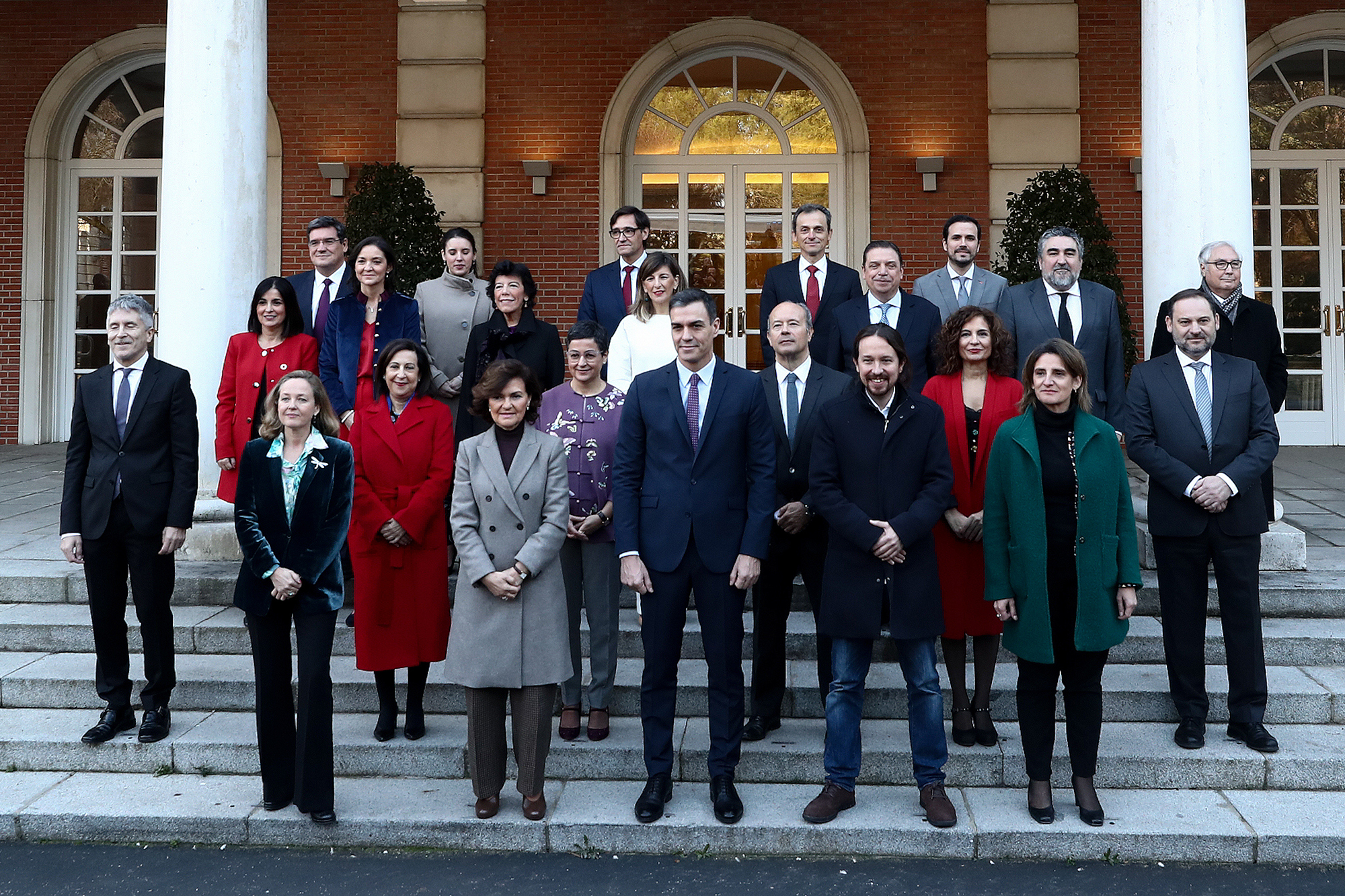
Segundo Gobierno de Pedro Sánchez en enero de 2020.

En las elecciones generales del 10 de noviembre de 2019 Unidas Podemos y coaliciones afines consiguen 35 diputados en el Congreso de los Diputados. La coalición apoya al entonces presidente del Gobierno en funciones Pedro Sánchez (PSOE) en su reinvestidura. Se estableció un pacto de coalición entre el PSOE y Unidas Podemos por el cual la coalición electoral entró en el Gobierno de España. El Segundo Gobierno Sánchez, constituido en enero de 2020, estaba conformado por cinco ministerios de Unidas Podemos y 17 del PSOE. Así mismo, se otorgó la Vicepresidencia Segunda del Gobierno a Pablo Iglesias.
Los ministerios y vicepresidencias otorgados a Unidas Podemos se detallan a continuación:
| Situación de Unidas Podemos respecto al Segundo Gobierno Sánchez (2020-2023) | Situación de Unidas Podemos respecto al Segundo Gobierno Sánchez (2020-2023) | Situación de Unidas Podemos respecto al Segundo Gobierno Sánchez (2020-2023) | Situación de Unidas Podemos respecto al Segundo Gobierno Sánchez (2020-2023) | Situación de Unidas Podemos respecto al Segundo Gobierno Sánchez (2020-2023) |
| Ministerios                                                                  | Persona                                                                      | Persona                                                                      | Partido                                                                      | Partido                                                                      |
| ---------------------------------------------------------------------------- | ---------------------------------------------------------------------------- | ---------------------------------------------------------------------------- | ---------------------------------------------------------------------------- | ---------------------------------------------------------------------------- |
| Ministerio de Derechos Sociales y Agenda 2030                                | Pablo Iglesias                                                               | Ione Belarra (desde 2021)                                                    |                                                                              | Podemos                                                                      |
| Ministerio de Igualdad                                                       | Irene Montero                                                                | Irene Montero                                                                |                                                                              | Podemos                                                                      |
| Ministerio de Universidades                                                  | Manuel Castells                                                              | Joan Subirats (desde 2021)                                                   |                                                                              | Catalunya en Común                                                           |
| Ministerio de Consumo                                                        | Alberto Garzón                                                               | Alberto Garzón                                                               |                                                                              | Izquierda Unida                                                              |
| Ministerio de Trabajo                                                        | Yolanda Díaz                                                                 | Yolanda Díaz                                                                 |                                                                              | Partido Comunista de España                                                  |
| Vicepresidencias                                                             | Persona                                                                      | Persona                                                                      | Partido                                                                      | Partido                                                                      |
| Vicepresidencia segunda del Gobierno de España                               | Pablo Iglesias (hasta marzo de 2021)                                         | Yolanda Díaz (desde julio de 2021)                                           |                                                                              |                                                                              |
| Vicepresidencia tercera del Gobierno de España                               | Yolanda Díaz (marzo de 2021-julio de 2021)                                   | Yolanda Díaz (marzo de 2021-julio de 2021)                                   |                                                                              |                                                                              |

El 4 de mayo de 2021 se convocaron unas elecciones en la Comunidad de Madrid de forma inesperada. Según las encuestas Unidas Podemos perdería su representación en la Comunidad de Madrid. Esto hizo que Pablo Iglesias, líder de la coalición desde su fundación, decidiera abandonar su cargo como vicepresidente de España para intentar aumentar la popularidad de la coalición, que subió tres escaños en la asamblea madrileña respecto a las elecciones anteriores. Tras este resultado, Pablo Iglesias abandonó la vida política, dejando su cargo al frente de Unidas Podemos en manos de Yolanda Díaz, mientras que tras la renuncia de Iglesias e Isa Serra, Carolina Alonso quedó al frente del Grupo Parlamentario de UP en la Asamblea de Madrid.

#### Aparición de Sumar y extinción
En las elecciones autonómicas del 28 de mayo de 2023 la coalición electoral se presentó en las 12 comunidades con elecciones menos en Asturias y en Aragón. En las 10 autonomías donde concurrió sufrió una debacle considerable, quedándose fuera de gran parte de los parlamentos autonómicos y todos los gobiernos autonómicos.
Al día siguiente de las elecciones el presidente Sánchez anuncia elecciones generales anticipadas para el 23 de julio de 2023. Los distintos miembros que conformaban Unidas Podemos se integraron en la coalición electoral Sumar, plataforma liderada por Yolanda Díaz.Sumar revalidaría el gobierno de coalición en noviembre de 2023 con la formación del tercer gobierno de Pedro Sánchez, con el mismo número de cargos que Unidas Podemos en el Segundo Gobierno: una vicepresidencia y cinco ministerios.

## Resultados electorales

### Elecciones europeas
| Comicios | Denominación                               | Componentes                                      | Candidato                     | Votos               | Escaños | Comunidad autónoma/ ciudad autónoma | Votos - Posición       | Estatus en legislatura |
| -------- | ------------------------------------------ | ------------------------------------------------ | ----------------------------- | ------------------- | ------- | ----------------------------------- | ---------------------- | ---------------------- |
| 2019     | Unidas Podemos Cambiar Europa (Podemos-IU) | Podemos IU BComú-CatComú ICV EUiA Independientes | María Eugenia Rodríguez Palop | 2 258 857 (10,07 %) | 6/54    | Andalucía                           | 441 470 (11,57 %) - 4º | 4º fuerza              |
| 2019     | Unidas Podemos Cambiar Europa (Podemos-IU) | Podemos IU BComú-CatComú ICV EUiA Independientes | María Eugenia Rodríguez Palop | 2 258 857 (10,07 %) | 6/54    | Aragón                              | 68 427 (10,34 %) - 4º  | 4º fuerza              |
| 2019     | Unidas Podemos Cambiar Europa (Podemos-IU) | Podemos IU BComú-CatComú ICV EUiA Independientes | María Eugenia Rodríguez Palop | 2 258 857 (10,07 %) | 6/54    | Asturias                            | 76 501 (14,71 %) - 3º  | 4º fuerza              |
| 2019     | Unidas Podemos Cambiar Europa (Podemos-IU) | Podemos IU BComú-CatComú ICV EUiA Independientes | María Eugenia Rodríguez Palop | 2 258 857 (10,07 %) | 6/54    | Canarias                            | 92 859 (10,42 %) - 4º  | 4º fuerza              |
| 2019     | Unidas Podemos Cambiar Europa (Podemos-IU) | Podemos IU BComú-CatComú ICV EUiA Independientes | María Eugenia Rodríguez Palop | 2 258 857 (10,07 %) | 6/54    | Cantabria                           | 26 636 (8,53 %) - 4º   | 4º fuerza              |
| 2019     | Unidas Podemos Cambiar Europa (Podemos-IU) | Podemos IU BComú-CatComú ICV EUiA Independientes | María Eugenia Rodríguez Palop | 2 258 857 (10,07 %) | 6/54    | Castilla-La Mancha                  | 81 127 (7,57 %) - 5º   | 4º fuerza              |
| 2019     | Unidas Podemos Cambiar Europa (Podemos-IU) | Podemos IU BComú-CatComú ICV EUiA Independientes | María Eugenia Rodríguez Palop | 2 258 857 (10,07 %) | 6/54    | Castilla y León                     | 108 361 (8,03 %) - 4º  | 4º fuerza              |
| 2019     | Unidas Podemos Cambiar Europa (Podemos-IU) | Podemos IU BComú-CatComú ICV EUiA Independientes | María Eugenia Rodríguez Palop | 2 258 857 (10,07 %) | 6/54    | Cataluña                            | 292 088 (8,44 %) - 5º  | 4º fuerza              |
| 2019     | Unidas Podemos Cambiar Europa (Podemos-IU) | Podemos IU BComú-CatComú ICV EUiA Independientes | María Eugenia Rodríguez Palop | 2 258 857 (10,07 %) | 6/54    | Ceuta                               | 1108 (3,38 %) - 6º     | 4º fuerza              |
| 2019     | Unidas Podemos Cambiar Europa (Podemos-IU) | Podemos IU BComú-CatComú ICV EUiA Independientes | María Eugenia Rodríguez Palop | 2 258 857 (10,07 %) | 6/54    | Comunidad Valenciana                | 223 988 (9,68 %) - 4º  | 4º fuerza              |
| 2019     | Unidas Podemos Cambiar Europa (Podemos-IU) | Podemos IU BComú-CatComú ICV EUiA Independientes | María Eugenia Rodríguez Palop | 2 258 857 (10,07 %) | 6/54    | Extremadura                         | 40 657 (6,74 %) - 4º   | 4º fuerza              |
| 2019     | Unidas Podemos Cambiar Europa (Podemos-IU) | Podemos IU BComú-CatComú ICV EUiA Independientes | María Eugenia Rodríguez Palop | 2 258 857 (10,07 %) | 6/54    | Galicia                             | 117 592 (8,12 %) - 4º  | 4º fuerza              |
| 2019     | Unidas Podemos Cambiar Europa (Podemos-IU) | Podemos IU BComú-CatComú ICV EUiA Independientes | María Eugenia Rodríguez Palop | 2 258 857 (10,07 %) | 6/54    | Islas Baleares                      | 43 988 (10,50 %) - 4º  | 4º fuerza              |
| 2019     | Unidas Podemos Cambiar Europa (Podemos-IU) | Podemos IU BComú-CatComú ICV EUiA Independientes | María Eugenia Rodríguez Palop | 2 258 857 (10,07 %) | 6/54    | La Rioja                            | 13 486 (8,39 %) - 4º   | 4º fuerza              |
| 2019     | Unidas Podemos Cambiar Europa (Podemos-IU) | Podemos IU BComú-CatComú ICV EUiA Independientes | María Eugenia Rodríguez Palop | 2 258 857 (10,07 %) | 6/54    | Comunidad de Madrid                 | 408 749 (12,71 %) - 4º | 4º fuerza              |
| 2019     | Unidas Podemos Cambiar Europa (Podemos-IU) | Podemos IU BComú-CatComú ICV EUiA Independientes | María Eugenia Rodríguez Palop | 2 258 857 (10,07 %) | 6/54    | Melilla                             | 954 (2,98 %) - 6º      | 4º fuerza              |
| 2019     | Unidas Podemos Cambiar Europa (Podemos-IU) | Podemos IU BComú-CatComú ICV EUiA Independientes | María Eugenia Rodríguez Palop | 2 258 857 (10,07 %) | 6/54    | Región de Murcia                    | 51 026 (7,93 %) - 5º   | 4º fuerza              |
| 2019     | Unidas Podemos Cambiar Europa (Podemos-IU) | Podemos IU BComú-CatComú ICV EUiA Independientes | María Eugenia Rodríguez Palop | 2 258 857 (10,07 %) | 6/54    | Navarra                             | 39 636 (11,68 %) - 4º  | 4º fuerza              |
| 2019     | Unidas Podemos Cambiar Europa (Podemos-IU) | Podemos IU BComú-CatComú ICV EUiA Independientes | María Eugenia Rodríguez Palop | 2 258 857 (10,07 %) | 6/54    | País Vasco                          | 123 725 (11,05 %) - 4º | 4º fuerza              |

1. ↑  de ellos, 2 de Podemos (Idoia Villanueva y Miguel Urbán), 2 de IU (Sira Rego y Manu Pineda), 1 de ICV (Ernest Urtasun) y 1 independiente (María Eugenia Rodríguez Palop)

### Elecciones generales
| Comicios  | Denominación                                                                | Ámbito | Componentes                                                         | Candidato      | Votos               | Diputados | Estatus en legislatura          |
| --------- | --------------------------------------------------------------------------- | --- | ------------------------------------------------------------------- | -------------- | ------------------- | --------- | ------------------------------- |
| 2016      | Unidos Podemos (Podemos-IU-Equo)                                            | Ver listaAlbacete Ávila Badajoz Burgos Cáceres Cantabria Ceuta Ciudad Real Cuenca Guadalajara León Melilla Murcia Palencia Las Palmas La Rioja Salamanca Santa Cruz de Tenerife Soria Toledo                                                  | Podemos Izquierda Unida Equo                                        | Pablo Iglesias | 5 087 538 (21,15 %) | 71/350    | Segundo partido de la oposición |
| 2016      | Unidos Podemos (Podemos-IU-Equo-CLIAS)                                      | Madrid y Zamora | Podemos Izquierda Unida Equo CLI-AS                                 | Pablo Iglesias | 5 087 538 (21,15 %) | 71/350    | Segundo partido de la oposición |
| 2016      | Unidos Podemos (Podemos-IU-Equo-Segoviemos)                                 | Segovia | Podemos Izquierda Unida Equo Segoviemos                             | Pablo Iglesias | 5 087 538 (21,15 %) | 71/350    | Segundo partido de la oposición |
| 2016      | Unidos Podemos (Podemos-IU-Equo-IzCa)                                       | Valladolid | Podemos Izquierda Unida Equo IzCa                                   | Pablo Iglesias | 5 087 538 (21,15 %) | 71/350    | Segundo partido de la oposición |
| 2016      | Unidos Podemos por Andalucía (Podemos-IU-Equo)                              | Andalucía Ver listaAlmería Cádiz Córdoba Granada Huelva Jaén Málaga Sevilla | Podemos IULV-CA Equo                                                | Pablo Iglesias | 5 087 538 (21,15 %) | 71/350    | Segundo partido de la oposición |
| 2016      | Unidos Podemos en Aragón (Podemos-IU-Equo)                                  | Teruel y Zaragoza | Podemos Izquierda Unida Equo                                        | Pablo Iglesias | 5 087 538 (21,15 %) | 71/350    | Segundo partido de la oposición |
| 2016      | Unidos Podemos en Alto Aragón (Podemos-IU-Equo)                             | Huesca | Podemos Izquierda Unida Equo Alto Aragón en Común                   | Pablo Iglesias | 5 087 538 (21,15 %) | 71/350    | Segundo partido de la oposición |
| 2016      | Unidos Podemos/ Xuníos Podemos (Podemos-IU-Equo-Izquierda Asturiana)        | Asturias | Podemos Izquierda Xunida Equo IAS CLI-AS                            | Pablo Iglesias | 5 087 538 (21,15 %) | 71/350    | Segundo partido de la oposición |
| 2016      | Units Podem Més (Podemos-EUIB-Més)                                          | Islas Baleares Ver listaIslas Baleares (Congreso) Mallorca (Senado) Menorca (Senado) | Podemos Esquerra Unida Equo Més per Mallorca Més per Menorca        | Pablo Iglesias | 5 087 538 (21,15 %) | 71/350    | Segundo partido de la oposición |
| 2016      | Podemos-EU-Más, Eivissa y Formentera (Podemos-EU-Más)                       | Ibiza y Formentera (Senado) | Podemos Esquerra Unida Mes Eivissa                                  | Pablo Iglesias | 5 087 538 (21,15 %) | 71/350    | Segundo partido de la oposición |
| 2016      | Unidos Podemos/ Elkarrekin Ahal Dugu (Podemos/AHAL DUGU-IU-Equo)            | País Vasco Ver listaÁlava Guipúzcoa Vizcaya | Podemos Ezker Anitza Equo                                           | Pablo Iglesias | 5 087 538 (21,15 %) | 71/350    | Segundo partido de la oposición |
| 2016      | Unidos Podemos/ Elkarrekin Ahal Dugu (Podemos-IU-Equo-Batzarre)             | Navarra | Podemos Izquierda Unida Equo Batzarre                               | Pablo Iglesias | 5 087 538 (21,15 %) | 71/350    | Segundo partido de la oposición |
| 2016      | En Comú Podem (En comú Podem-Guanyem el Canvi)                              | Cataluña Ver listaBarcelona Gerona Lérida Tarragona | Podem BComú ICV EUiA Equo                                           | Pablo Iglesias | 5 087 538 (21,15 %) | 71/350    | Segundo partido de la oposición |
| 2016      | Compromís-Podemos-EUPV: A la Valenciana (Podemos-Compromís-EUPV)            | Comunidad Valenciana Ver listaAlicante Castellón Valencia | Podem Esquerra Unida Compromís Equo                                 | Pablo Iglesias | 5 087 538 (21,15 %) | 71/350    | Segundo partido de la oposición |
| 2016      | En Marea (Podemos-En Marea-Anova-EU)                                        | Galicia Ver listaLa Coruña Lugo Orense Pontevedra | Podemos Esquerda Unida Anova Equo Mareas                            | Pablo Iglesias | 5 087 538 (21,15 %) | 71/350    | Segundo partido de la oposición |
| 2019 (I)  | Unidas Podemos (Podemos-IU-Equo)                                            | Ver listaAlbacete Ávila Badajoz Burgos Cáceres Cantabria Ceuta Ciudad Real Cuenca Guadalajara La Rioja Las Palmas León Madrid Melilla Murcia Palencia Salamanca Santa Cruz de Tenerife Segovia Soria Teruel Toledo Valladolid Zamora Zaragoza | Podemos Izquierda Unida Equo                                        | Pablo Iglesias | 3 751 145 (14,32 %) | 42/350    | Investidura no concluyente      |
| 2019 (I)  | Unidas Podemos (Adelante Andalucía Podemos-IULV-CA-Equo)                    | Andalucía Ver listaAlmería Cádiz Córdoba Granada Huelva Jaén Málaga Sevilla | Podemos IULV-CA Equo                                                | Pablo Iglesias | 3 751 145 (14,32 %) | 42/350    | Investidura no concluyente      |
| 2019 (I)  | Unidas Podemos- Xuníes Podemos (Podemos-IX-Equo)                            | Asturias | Podemos Izquierda Xunida Equo                                       | Pablo Iglesias | 3 751 145 (14,32 %) | 42/350    | Investidura no concluyente      |
| 2019 (I)  | Unidas Podemos (Podemos-EUPV)                                               | Comunidad Valenciana Ver listaAlicante Castellón Valencia | Podem Esquerra Unida Equo                                           | Pablo Iglesias | 3 751 145 (14,32 %) | 42/350    | Investidura no concluyente      |
| 2019 (I)  | Elkarrekin Podemos- Unidas Podemos (Podemos-IU-Equo Berdeak)                | País Vasco Ver listaÁlava Guipúzcoa Vizcaya | Podemos Ezker Anitza Equo                                           | Pablo Iglesias | 3 751 145 (14,32 %) | 42/350    | Investidura no concluyente      |
| 2019 (I)  | Unidas Podemos- Unides Podem (Podemos-EUIB)                                 | Islas Baleares Ver listaIslas Baleares (Congreso) Menorca (Senado) Ibiza y Formentera (Senado) | Podemos Esquerra Unida Equo                                         | Pablo Iglesias | 3 751 145 (14,32 %) | 42/350    | Investidura no concluyente      |
| 2019 (I)  | Unidas Podemos- Veus Progressistes (UP-VP)                                  | Mallorca (Senado) | Podemos Esquerra Unida Més per Mallorca ERIB IniciativaVerds PSM-EN | Pablo Iglesias | 3 751 145 (14,32 %) | 42/350    | Investidura no concluyente      |
| 2019 (I)  | Unidas Podemos- Alto Aragón en Común (Podemos-IU-Equo-Alto Aragón en Común) | Huesca | Podemos Izquierda Unida Equo Alto Aragón en Común                   | Pablo Iglesias | 3 751 145 (14,32 %) | 42/350    | Investidura no concluyente      |
| 2019 (I)  | Unidas Podemos (Podemos-IU-Equo-Batzarre)                                   | Navarra | Podemos Izquierda Unida Equo Batzarre                               | Pablo Iglesias | 3 751 145 (14,32 %) | 42/350    | Investidura no concluyente      |
| 2019 (I)  | En Comú Podem-Guanyem el Canvi (ECP-Guanyem el Canvi)                       | Cataluña Ver listaBarcelona Gerona Lérida Tarragona | Podem BComú-CatComú ICV EUiA Equo                                   | Pablo Iglesias | 3 751 145 (14,32 %) | 42/350    | Investidura no concluyente      |
| 2019 (I)  | En Común-Unidas Podemos (Podemos-EU-Mareas en Común-Equo)                   | Galicia Ver listaLa Coruña Lugo Orense Pontevedra | Podemos Esquerda Unida Equo Mareas en Común                         | Pablo Iglesias | 3 751 145 (14,32 %) | 42/350    | Investidura no concluyente      |
| 2019 (II) | Unidas Podemos (Podemos-IU)                                                 | Ver listaAlbacete Ávila Badajoz Burgos Cáceres Cantabria Ceuta Ciudad Real Cuenca Guadalajara La Rioja Las Palmas León Madrid Melilla Murcia Palencia Salamanca Santa Cruz de Tenerife Segovia Soria Teruel Toledo Valladolid Zamora Zaragoza | Podemos Izquierda Unida Independientes                              | Pablo Iglesias | 3 119 364 (12,86 %) | 35/350    | (Coalición de gobierno)         |
| 2019 (II) | Unidas Podemos (Adelante Andalucía Podemos-IULV-CA)                         | Andalucía Ver listaAlmería Cádiz Córdoba Granada Huelva Jaén Málaga Sevilla | Podemos IULV-CA Independientes                                      | Pablo Iglesias | 3 119 364 (12,86 %) | 35/350    | (Coalición de gobierno)         |
| 2019 (II) | Unidas Podemos- Xuníes Podemos (Podemos-IX)                                 | Asturias | Podemos Izquierda Xunida Independientes                             | Pablo Iglesias | 3 119 364 (12,86 %) | 35/350    | (Coalición de gobierno)         |
| 2019 (II) | Unidas Podemos- Unides Podem (Podemos-EUPV)                                 | Comunidad Valenciana Ver listaAlicante Castellón Valencia | Podem Esquerra Unida Independientes                                 | Pablo Iglesias | 3 119 364 (12,86 %) | 35/350    | (Coalición de gobierno)         |
| 2019 (II) | Elkarrekin Podemos- Unidas Podemos (Podemos-IU)                             | País Vasco Ver listaÁlava Guipúzcoa Vizcaya | Podemos Ezker Anitza Independientes                                 | Pablo Iglesias | 3 119 364 (12,86 %) | 35/350    | (Coalición de gobierno)         |
| 2019 (II) | Unidas Podemos- Unides Podem (Podemos-EUIB)                                 | Islas Baleares | Podemos Esquerra Unida Independientes                               | Pablo Iglesias | 3 119 364 (12,86 %) | 35/350    | (Coalición de gobierno)         |
| 2019 (II) | Unidas Podemos- Alto Aragón en Común (Podemos-IU-Alto Aragón en Común)      | Huesca | Podemos Izquierda Unida Independientes Alto Aragón en Común         | Pablo Iglesias | 3 119 364 (12,86 %) | 35/350    | (Coalición de gobierno)         |
| 2019 (II) | Unidas Podemos (Podemos-IU-Batzarre)                                        | Navarra | Podemos Izquierda Unida Batzarre Independientes                     | Pablo Iglesias | 3 119 364 (12,86 %) | 35/350    | (Coalición de gobierno)         |
| 2019 (II) | En Comú Podem-Guanyem el Canvi (ECP-Guanyem el Canvi)                       | Cataluña Ver listaBarcelona Gerona Lérida Tarragona | Podem CatComú Esquerra Unida Independientes                         | Pablo Iglesias | 3 119 364 (12,86 %) | 35/350    | (Coalición de gobierno)         |
| 2019 (II) | En Común-Unidas Podemos (Podemos-EU)                                        | Galicia Ver listaLa Coruña Lugo Orense Pontevedra | Podemos Esquerda Unida Independientes Mareas en Común               | Pablo Iglesias | 3 119 364 (12,86 %) | 35/350    | (Coalición de gobierno)         |

1. ↑  En 2019, el espacio político pasa a llamarse Unidas Podemos.
2. ↑  En la repetición electoral de 2019, Equo se desmarcó de la coalición presentándose bajo la marca Más País. El sector de Equo contrario a este movimiento se escindió del partido y se mantuvo en Unidas Podemos como independientes, para en 2021 fundar Alianza Verde
3. ↑  La organización canaria Sí se Puede dio su apoyo externo a Unidas Podemos[132]
4. ↑  Tras la baja de Alberto Rodríguez (aún no ha sido sustituido) y el paso al Grupo Mixto de María del Carmen Pita Cárdenes,[134] el GP de Unidas Podemos cuenta actualmente con 33 diputados, 23 de ellos de Podemos, 5 de Izquierda Unida, 4 de Catalunya en Comú y 1 de Alianza Verde

### Elecciones autonómicas
En las elecciones autonómicas celebradas entre 2016 y 2019, se formaron coaliciones similares en los distintos territorios, sumándose en algunos de ellos otras fuerzas de carácter regionalista o localista. En las elecciones autonómicas y locales celebradas en 2019, sin embargo, la alianza entre los principales actores de la confluencia, Podemos e Izquierda Unida, no salió adelante en gran parte del territorio (en Asturias, Cantabria, Aragón o Castilla y León ambas formaciones se presentaron por separado), mientras que en otros territorios fueron las fuerzas regionalistas las que se descolgaron (por ejemplo, Compromís en la Comunidad Valenciana). Todos los acuerdos alcanzados para los comicios de ese año (elecciones locales, autonómicas, generales y europeas) nacen bajo el paraguas de Unidas Podemos.
| Comicios                                                         | Denominación | Componentes | Candidato | Votos | Escaños | Estatus en legislatura |
| ---------------------------------------------------------------- | --- | --- | --- | --- | --- | --- |
| Elecciones al Parlamento de Galicia de 2016                      | En Marea (Podemos-En Marea-ANOVA-EU) | Podemos EU Equo Anova Mareas | Luis Villares | 273 523 (19,07 %) | 14/75 | 2º fuerza |
| Elecciones al Parlamento Vasco de 2016                           | Elkarrekin Podemos (Ahal Dugu/Podemos-Ezker Anitza-Equo) | Podemos Ezker Anitza - IU Equo | Pilar Zabala | 157 334 (14,85 %) | 11/75 | 3º fuerza |
| Elecciones al Parlamento de Cataluña de 2017                     | Catalunya en Comú-Podem (CatComú-Podem) | Podem BComú-CatComú ICV EUiA Equo | Xavier Domènech | 326 360 (7,45 %) | 8/135 | 5º fuerza |
| Elecciones al Parlamento de Andalucía de 2018                    | Adelante Andalucía (Adelante Andalucía) | Podemos Andalucía IULV-CA Izquierda Andalucista Primavera Andaluza | Teresa Rodríguez | 585 949 (16,19 %) | 17/109 | 4.ª fuerza |
| Elecciones a las Cortes Valencianas de 2019                      | Unides: Podem-Esquerra Unida (Unides: Podem-EUPV) | Podem Esquerra Unida | Rubén Martínez Dalmau | 215 392 (7,98 %) | 8/99 | (Coalición de gobierno) |
| Elecciones a las Cortes de Aragón de 2019                        | No se presentó candidatura unitaria, en su lugar, Podemos y Equo se presentaron como "Podemos-Equo", Izquierda Unida se presentó como "Izquierda Unida de Aragón" y Alto Aragón en Común hizo lo propio como "Alto Aragón en Común" en Huesca.                                              | No se presentó candidatura unitaria, en su lugar, Podemos y Equo se presentaron como "Podemos-Equo", Izquierda Unida se presentó como "Izquierda Unida de Aragón" y Alto Aragón en Común hizo lo propio como "Alto Aragón en Común" en Huesca.                                              | No se presentó candidatura unitaria, en su lugar, Podemos y Equo se presentaron como "Podemos-Equo", Izquierda Unida se presentó como "Izquierda Unida de Aragón" y Alto Aragón en Común hizo lo propio como "Alto Aragón en Común" en Huesca.                                              | No se presentó candidatura unitaria, en su lugar, Podemos y Equo se presentaron como "Podemos-Equo", Izquierda Unida se presentó como "Izquierda Unida de Aragón" y Alto Aragón en Común hizo lo propio como "Alto Aragón en Común" en Huesca.                                              | No se presentó candidatura unitaria, en su lugar, Podemos y Equo se presentaron como "Podemos-Equo", Izquierda Unida se presentó como "Izquierda Unida de Aragón" y Alto Aragón en Común hizo lo propio como "Alto Aragón en Común" en Huesca.                                              | No se presentó candidatura unitaria, en su lugar, Podemos y Equo se presentaron como "Podemos-Equo", Izquierda Unida se presentó como "Izquierda Unida de Aragón" y Alto Aragón en Común hizo lo propio como "Alto Aragón en Común" en Huesca.                                              |
| Elecciones a la Junta General del Principado de Asturias de 2019 | No se presentó candidatura unitaria, en su lugar, Podemos se presentó como "Podemos Asturies" e Izquierda Unida se presentó junto a Izquierda Asturiana como "IU-IAS Asturias por la Izquierda".                                                                                            | No se presentó candidatura unitaria, en su lugar, Podemos se presentó como "Podemos Asturies" e Izquierda Unida se presentó junto a Izquierda Asturiana como "IU-IAS Asturias por la Izquierda".                                                                                            | No se presentó candidatura unitaria, en su lugar, Podemos se presentó como "Podemos Asturies" e Izquierda Unida se presentó junto a Izquierda Asturiana como "IU-IAS Asturias por la Izquierda".                                                                                            | No se presentó candidatura unitaria, en su lugar, Podemos se presentó como "Podemos Asturies" e Izquierda Unida se presentó junto a Izquierda Asturiana como "IU-IAS Asturias por la Izquierda".                                                                                            | No se presentó candidatura unitaria, en su lugar, Podemos se presentó como "Podemos Asturies" e Izquierda Unida se presentó junto a Izquierda Asturiana como "IU-IAS Asturias por la Izquierda".                                                                                            | No se presentó candidatura unitaria, en su lugar, Podemos se presentó como "Podemos Asturies" e Izquierda Unida se presentó junto a Izquierda Asturiana como "IU-IAS Asturias por la Izquierda".                                                                                            |
| Elecciones al Parlamento de Canarias de 2019                     | No se presentó candidatura unitaria, en su lugar, Podemos se presentó con Sí se Puede y Equo como "Sí Podemos Canarias", e Izquierda Unida como "Izquierda Unida Canaria". | No se presentó candidatura unitaria, en su lugar, Podemos se presentó con Sí se Puede y Equo como "Sí Podemos Canarias", e Izquierda Unida como "Izquierda Unida Canaria". | No se presentó candidatura unitaria, en su lugar, Podemos se presentó con Sí se Puede y Equo como "Sí Podemos Canarias", e Izquierda Unida como "Izquierda Unida Canaria". | No se presentó candidatura unitaria, en su lugar, Podemos se presentó con Sí se Puede y Equo como "Sí Podemos Canarias", e Izquierda Unida como "Izquierda Unida Canaria". | No se presentó candidatura unitaria, en su lugar, Podemos se presentó con Sí se Puede y Equo como "Sí Podemos Canarias", e Izquierda Unida como "Izquierda Unida Canaria". | No se presentó candidatura unitaria, en su lugar, Podemos se presentó con Sí se Puede y Equo como "Sí Podemos Canarias", e Izquierda Unida como "Izquierda Unida Canaria". |
| Elecciones al Parlamento de Cantabria de 2019                    | No se presentó candidatura unitaria, en su lugar, Podemos se presentó como "Podemos Cantabria", e Izquierda Unida como "Marea Cántabra". | No se presentó candidatura unitaria, en su lugar, Podemos se presentó como "Podemos Cantabria", e Izquierda Unida como "Marea Cántabra". | No se presentó candidatura unitaria, en su lugar, Podemos se presentó como "Podemos Cantabria", e Izquierda Unida como "Marea Cántabra". | No se presentó candidatura unitaria, en su lugar, Podemos se presentó como "Podemos Cantabria", e Izquierda Unida como "Marea Cántabra". | No se presentó candidatura unitaria, en su lugar, Podemos se presentó como "Podemos Cantabria", e Izquierda Unida como "Marea Cántabra". | No se presentó candidatura unitaria, en su lugar, Podemos se presentó como "Podemos Cantabria", e Izquierda Unida como "Marea Cántabra". |
| Elecciones a las Cortes de Castilla y León de 2019               | No se presentó candidatura unitaria, en su lugar, Podemos y Equo se presentaron como "Podemos-Equo", e Izquierda Unida se presentó con Anticapitalistas, Partido Castellano-Tierra Comunera y Alternativa Republicana como "Castilla y León en Marcha (IU-Anticapitalistas-PCAS/TC-ALTER)". | No se presentó candidatura unitaria, en su lugar, Podemos y Equo se presentaron como "Podemos-Equo", e Izquierda Unida se presentó con Anticapitalistas, Partido Castellano-Tierra Comunera y Alternativa Republicana como "Castilla y León en Marcha (IU-Anticapitalistas-PCAS/TC-ALTER)". | No se presentó candidatura unitaria, en su lugar, Podemos y Equo se presentaron como "Podemos-Equo", e Izquierda Unida se presentó con Anticapitalistas, Partido Castellano-Tierra Comunera y Alternativa Republicana como "Castilla y León en Marcha (IU-Anticapitalistas-PCAS/TC-ALTER)". | No se presentó candidatura unitaria, en su lugar, Podemos y Equo se presentaron como "Podemos-Equo", e Izquierda Unida se presentó con Anticapitalistas, Partido Castellano-Tierra Comunera y Alternativa Republicana como "Castilla y León en Marcha (IU-Anticapitalistas-PCAS/TC-ALTER)". | No se presentó candidatura unitaria, en su lugar, Podemos y Equo se presentaron como "Podemos-Equo", e Izquierda Unida se presentó con Anticapitalistas, Partido Castellano-Tierra Comunera y Alternativa Republicana como "Castilla y León en Marcha (IU-Anticapitalistas-PCAS/TC-ALTER)". | No se presentó candidatura unitaria, en su lugar, Podemos y Equo se presentaron como "Podemos-Equo", e Izquierda Unida se presentó con Anticapitalistas, Partido Castellano-Tierra Comunera y Alternativa Republicana como "Castilla y León en Marcha (IU-Anticapitalistas-PCAS/TC-ALTER)". |
| Elecciones a las Cortes de Castilla-La Mancha de 2019            | Unidas Podemos-Izquierda Unida-Equo CLM (Podemos-IU-Equo CLM) | Podemos Izquierda Unida Equo | José García Molina | 74 777 (6,92 %) | 0/33 | Extraparlamentario, 5º puesto en votos |
| Elecciones a la Asamblea de Ceuta de 2019                        | Unidas Podemos (Podemos-IU-Equo) | Podemos Izquierda Unida Equo | Ramón Rodríguez Casaubón | 505 (1,49 %) | 0/25 | Extraparlamentario, 7º puesto en votos |
| Elecciones a la Asamblea de Extremadura de 2019                  | Unidas por Extremadura (Podemos-IU-Extremeños-Equo) | Podemos Izquierda Unida Extremeños Equo Independientes | Irene de Miguel Pérez | 44 309 (7,20 %) | 4/65 | 4.ª fuerza |
| Elecciones al Parlamento de las Islas Baleares de 2019           | Unides Podem (Podemos-EUIB) | Podemos Esquerra Unida Equo | Juan Pedro Yllanes | 41 824 (9,71 %) | 6/59 | (Coalición de gobierno) |
| Elecciones a la Asamblea de Madrid de 2019                       | Unidas Podemos Izquierda Unida Madrid en Pie (Podemos-IU) | Podemos Izquierda Unida Anticapitalistas Independientes | Isabel Serra Sánchez | 181 231 (5,60 %) | 7/132 | 6º fuerza |
| Elecciones a la Asamblea de Melilla de 2019                      | Unidas Podemos-Izquierda Unida (Podemos-IU) | Podemos IU Equo | Gema Carolina Aguilar Maraver | 408 (1,19 %) | 0/25 | Extraparlamentario, 7º puesto en votos |
| Elecciones a la Asamblea Regional de Murcia de 2019              | No se presentó candidatura unitaria, en su lugar, Podemos y Equo se presentaron como "Podemos-Equo" e Izquierda Unida lo hizo como "Cambiar la Región de Murcia". | No se presentó candidatura unitaria, en su lugar, Podemos y Equo se presentaron como "Podemos-Equo" e Izquierda Unida lo hizo como "Cambiar la Región de Murcia". | No se presentó candidatura unitaria, en su lugar, Podemos y Equo se presentaron como "Podemos-Equo" e Izquierda Unida lo hizo como "Cambiar la Región de Murcia". | No se presentó candidatura unitaria, en su lugar, Podemos y Equo se presentaron como "Podemos-Equo" e Izquierda Unida lo hizo como "Cambiar la Región de Murcia". | No se presentó candidatura unitaria, en su lugar, Podemos y Equo se presentaron como "Podemos-Equo" e Izquierda Unida lo hizo como "Cambiar la Región de Murcia". | No se presentó candidatura unitaria, en su lugar, Podemos y Equo se presentaron como "Podemos-Equo" e Izquierda Unida lo hizo como "Cambiar la Región de Murcia". |
| Elecciones al Parlamento de Navarra de 2019                      | No se presentó candidatura unitaria, en su lugar, Podemos se presentó como "Podemos", e Izquierda Unida y Batzarre lo hicieron como "Izquierda-Ezkerra" | No se presentó candidatura unitaria, en su lugar, Podemos se presentó como "Podemos", e Izquierda Unida y Batzarre lo hicieron como "Izquierda-Ezkerra" | No se presentó candidatura unitaria, en su lugar, Podemos se presentó como "Podemos", e Izquierda Unida y Batzarre lo hicieron como "Izquierda-Ezkerra" | No se presentó candidatura unitaria, en su lugar, Podemos se presentó como "Podemos", e Izquierda Unida y Batzarre lo hicieron como "Izquierda-Ezkerra" | No se presentó candidatura unitaria, en su lugar, Podemos se presentó como "Podemos", e Izquierda Unida y Batzarre lo hicieron como "Izquierda-Ezkerra" | No se presentó candidatura unitaria, en su lugar, Podemos se presentó como "Podemos", e Izquierda Unida y Batzarre lo hicieron como "Izquierda-Ezkerra" |
| Elecciones al Parlamento de La Rioja de 2019                     | Unidas Podemos Izquierda Unida-Equo (Podemos-IU-Equo) | Podemos Izquierda Unida Equo | Raquel Romero Alonso | 10 844 (6,65 %) | 2/33 | (Coalición de gobierno) (Apoyo externo) |
| Elecciones al Parlamento de Galicia de 2020                      | Galicia en Común-Anova-Mareas (Podemos-EU-Anova) | Podemos EU Anova Independientes Mareas en Común | Antón Gómez-Reino | 51 630 (3,94 %) | 0/75 | Extraparlamentario, 4º puesto en votos |
| Elecciones al Parlamento Vasco de 2020                           | Elkarrekin Podemos (Podemos-Ezker Anitza) | Podemos Ezker Anitza - IU Independientes | Miren Gorrotxategi | 72 113 (8,05 %) | 6/75 | 4.ª fuerza |
| Elecciones al Parlamento de Cataluña de 2021                     | En Comú Podem- Podem en Comú (ECP-PEC) | CatComú Esquerra Verda Podem EUCat Independientes Equo | Jéssica Albiach | 195 345 (6,87 %) | 8/135 | 5.ª fuerza |
| Elecciones a la Asamblea de Madrid de 2021                       | Unidas Podemos (Podemos-IU) | Podemos Izquierda Unida independientes | Pablo Iglesias | 263 871 (7,24 %) | 10/136 | 5.ª fuerza |
| Elecciones a las Cortes de Castilla y León de 2022               | Unidas Podemos Castilla y León (Podemos-IU-AV) | Podemos Izquierda Unida Alianza Verde Anticapitalistas Alternativa Republicana | Pablo Fernández Santos | 62 138 (5,11 %) | 1/81 | 6.ª fuerza |
| Elecciones al Parlamento de Andalucía de 2022                    | Por Andalucía | Podemos IULV-CA Más País Equo Alianza Verde Iniciativa del Pueblo Andaluz | Inmaculada Nieto | 281 688 (7,68 %) | 5/109 | 4.ª fuerza |
| Elecciones a las Cortes de Aragón de 2023                        | No se presentó candidatura unitaria, en su lugar, Podemos y Alianza Verde se presentaron como "Podemos-Alianza Verde", Izquierda Unida se presentó como "Izquierda Unida de Aragón" y Alto Aragón en Común hizo lo propio como "Alto Aragón en Común" en Huesca.                            | No se presentó candidatura unitaria, en su lugar, Podemos y Alianza Verde se presentaron como "Podemos-Alianza Verde", Izquierda Unida se presentó como "Izquierda Unida de Aragón" y Alto Aragón en Común hizo lo propio como "Alto Aragón en Común" en Huesca.                            | No se presentó candidatura unitaria, en su lugar, Podemos y Alianza Verde se presentaron como "Podemos-Alianza Verde", Izquierda Unida se presentó como "Izquierda Unida de Aragón" y Alto Aragón en Común hizo lo propio como "Alto Aragón en Común" en Huesca.                            | No se presentó candidatura unitaria, en su lugar, Podemos y Alianza Verde se presentaron como "Podemos-Alianza Verde", Izquierda Unida se presentó como "Izquierda Unida de Aragón" y Alto Aragón en Común hizo lo propio como "Alto Aragón en Común" en Huesca.                            | No se presentó candidatura unitaria, en su lugar, Podemos y Alianza Verde se presentaron como "Podemos-Alianza Verde", Izquierda Unida se presentó como "Izquierda Unida de Aragón" y Alto Aragón en Común hizo lo propio como "Alto Aragón en Común" en Huesca.                            | No se presentó candidatura unitaria, en su lugar, Podemos y Alianza Verde se presentaron como "Podemos-Alianza Verde", Izquierda Unida se presentó como "Izquierda Unida de Aragón" y Alto Aragón en Común hizo lo propio como "Alto Aragón en Común" en Huesca.                            |
| Elecciones a la Junta General del Principado de Asturias de 2023 | No se presentó candidatura unitaria, en su lugar, Podemos se presentó como "Podemos Asturies" e Izquierda Unida se presentó junto a Izquierda Asturiana y Más País como "Convocatoria por Asturias".                                                                                        | No se presentó candidatura unitaria, en su lugar, Podemos se presentó como "Podemos Asturies" e Izquierda Unida se presentó junto a Izquierda Asturiana y Más País como "Convocatoria por Asturias".                                                                                        | No se presentó candidatura unitaria, en su lugar, Podemos se presentó como "Podemos Asturies" e Izquierda Unida se presentó junto a Izquierda Asturiana y Más País como "Convocatoria por Asturias".                                                                                        | No se presentó candidatura unitaria, en su lugar, Podemos se presentó como "Podemos Asturies" e Izquierda Unida se presentó junto a Izquierda Asturiana y Más País como "Convocatoria por Asturias".                                                                                        | No se presentó candidatura unitaria, en su lugar, Podemos se presentó como "Podemos Asturies" e Izquierda Unida se presentó junto a Izquierda Asturiana y Más País como "Convocatoria por Asturias".                                                                                        | No se presentó candidatura unitaria, en su lugar, Podemos se presentó como "Podemos Asturies" e Izquierda Unida se presentó junto a Izquierda Asturiana y Más País como "Convocatoria por Asturias".                                                                                        |
| Elecciones al Parlamento de Canarias de 2023                     | Unidas Sí Podemos | Podemos Canarias Sí Se Puede Izquierda Unida Canaria | Noemí Santana | 34 531 (3,92 %) | 0/70 | Extraparlamentario, 6º puesto en votos |
| Elecciones al Parlamento de Cantabria de 2023                    | Unidas Podemos Podemos - Izquierda Unida | Podemos Cantabria Izquierda Unida de Cantabria | Mónica Rodero Rodríguez | 13 140 (4,08) | 0/35 | Extraparlamentario, 5º puesto en votos |
| Elecciones a las Cortes de Castilla-La Mancha de 2023            | Unidas Podemos Castilla-La Mancha | Podemos Castilla-La Mancha Izquierda Unida de Castilla-La Mancha Equo Alianza Verde | José Luis García Gascón | 44 462 (4,14) | 0/33 | Extraparlamentario, 4º puesto en votos |
| Elecciones a las Cortes Valencianas de 2023                      | Unides Podem-Esquerra Unida | Podemos Comunidad Valenciana Esquerra Unida del País Valencià | Héctor Illueca | 88 152 (3,57) | 0/99 | Extraparlamentario, 5º puesto en votos |
| Elecciones a la Asamblea de Extremadura de 2023                  | Unidas por Extremadura | Podemos Extremadura Izquierda Unida Extremadura Alianza Verde | Irene de Miguel | 36 373 (5,97) | 4/65 | 4.ª fuerza |
| Elecciones al Parlamento de las Islas Baleares de 2023           | Unidas Podemos | Podemos Illes Balears Izquierda Unida Illes Balears Alianza Verde | Antònia Jover | 19 632 (4,4) | 1/59 | 5.ª fuerza |
| Elecciones a la Asamblea de Madrid de 2023                       | Unidas Podemos | Podemos Izquierda Unida independientes | Alejandra Jacinto Uranga | 158 831 (4,73) | 0/135 | Extraparlamentario, 5º puesto en votos |
| Elecciones a la Asamblea Regional de Murcia de 2023              | No se presento como tal UNIDAS PODEMOS pero si se presentaron juntas las principales fuerzas de izquierda de la región (Podemos-Izquierda Unida-Alianza Verde). | No se presento como tal UNIDAS PODEMOS pero si se presentaron juntas las principales fuerzas de izquierda de la región (Podemos-Izquierda Unida-Alianza Verde). | No se presento como tal UNIDAS PODEMOS pero si se presentaron juntas las principales fuerzas de izquierda de la región (Podemos-Izquierda Unida-Alianza Verde). | No se presento como tal UNIDAS PODEMOS pero si se presentaron juntas las principales fuerzas de izquierda de la región (Podemos-Izquierda Unida-Alianza Verde). | No se presento como tal UNIDAS PODEMOS pero si se presentaron juntas las principales fuerzas de izquierda de la región (Podemos-Izquierda Unida-Alianza Verde). | No se presento como tal UNIDAS PODEMOS pero si se presentaron juntas las principales fuerzas de izquierda de la región (Podemos-Izquierda Unida-Alianza Verde). |
| Elecciones al Parlamento de Navarra de 2023                      | Contigo Navarra-Zurekin Nafarroa | Podemos Navarra Izquierda Unida de Navarra Batzarre Alianza Verde Equo | Begoña Alfaro García | 19 539 (6,08) | 3/50 | 6.ª fuerza |
| Elecciones al Parlamento de La Rioja de 2023                     | Unidas Podemos | Podemos La Rioja Izquierda Unida Equo | Henar Moreno Martínez | 8457 (5,07) | 2/33 | 4.ª fuerza |

1. ↑  de ellos, 4 de CatComú y 4 de Podem
2. ↑  de ellos, 11 de Podemos (8 de la corriente Anticapitalistas) y 6 de IULV-CA
3. ↑  de ellos, 82 656 (9,11%) por Alicante, 23 997 (7,64%) por Castellón y 106 354 (7,33%) por Valencia
4. ↑  de ellos, 6 de Podem y 2 de EUPV
5. ↑  de ellos, 3 por Alicante, 2 por Castellón y 3 por Valencia
6. ↑  de ellos, 2 de Podemos, 1 de IUEx y 1 de Extremeños
7. ↑  de ellos, 4 de Podemos y 2 de EUIB
8. ↑  Madrid En Pie y Bancada Municipalista pidieron el voto para esta candidatura.
9. ↑  de ellos, 5 de Podemos y 2 de IU-M
10. ↑  de ellos, 1 de Podemos y 1 de IU
11. ↑  de ellos, 4 de Podemos y 2 de Ezker Anitza-IU
12. ↑  de ellos, 5 de CatComú, 2 de Esquerra Verda y 1 de Podem
13. ↑  Anticapitalistas,[154] Madrid En Pie y Bancada Municipalista pidieron el voto para esta candidatura.
14. ↑  de ellos, 5 de Podemos, 3 de IU-M y 3 independientes
15. ↑  Más País y Verdes Equo pidieron el voto para esta candidatura.[156]
16. ↑  de Podemos
17. ↑  de Podemos

| Posición frente a Gobierno autonómico                                                         |
| --------------------------------------------------------------------------------------------- |
| Presidencia de la Comunidad Autónoma En Coalición sin ser la principal fuerza En la oposición |

| Comicios | Resultados en CCAA con estatutos partir 2016 y ciudades autónomas(Parlamentarios de Unidas Podemos/parlamentarios totales) | Resultados en CCAA con estatutos partir 2016 y ciudades autónomas(Parlamentarios de Unidas Podemos/parlamentarios totales) | Resultados en CCAA con estatutos partir 2016 y ciudades autónomas(Parlamentarios de Unidas Podemos/parlamentarios totales) | Resultados en CCAA con estatutos partir 2016 y ciudades autónomas(Parlamentarios de Unidas Podemos/parlamentarios totales) | Resultados en CCAA con estatutos partir 2016 y ciudades autónomas(Parlamentarios de Unidas Podemos/parlamentarios totales) | Resultados en CCAA con estatutos partir 2016 y ciudades autónomas(Parlamentarios de Unidas Podemos/parlamentarios totales) | Resultados en CCAA con estatutos partir 2016 y ciudades autónomas(Parlamentarios de Unidas Podemos/parlamentarios totales) | Resultados en CCAA con estatutos partir 2016 y ciudades autónomas(Parlamentarios de Unidas Podemos/parlamentarios totales) | Resultados en CCAA con estatutos partir 2016 y ciudades autónomas(Parlamentarios de Unidas Podemos/parlamentarios totales) | Resultados en CCAA con estatutos partir 2016 y ciudades autónomas(Parlamentarios de Unidas Podemos/parlamentarios totales) | Resultados en CCAA con estatutos partir 2016 y ciudades autónomas(Parlamentarios de Unidas Podemos/parlamentarios totales) | Resultados en CCAA con estatutos partir 2016 y ciudades autónomas(Parlamentarios de Unidas Podemos/parlamentarios totales) | Resultados en CCAA con estatutos partir 2016 y ciudades autónomas(Parlamentarios de Unidas Podemos/parlamentarios totales) | Resultados en CCAA con estatutos partir 2016 y ciudades autónomas(Parlamentarios de Unidas Podemos/parlamentarios totales) | Resultados en CCAA con estatutos partir 2016 y ciudades autónomas(Parlamentarios de Unidas Podemos/parlamentarios totales) | Resultados en CCAA con estatutos partir 2016 y ciudades autónomas(Parlamentarios de Unidas Podemos/parlamentarios totales) | Resultados en CCAA con estatutos partir 2016 y ciudades autónomas(Parlamentarios de Unidas Podemos/parlamentarios totales) | Resultados en CCAA con estatutos partir 2016 y ciudades autónomas(Parlamentarios de Unidas Podemos/parlamentarios totales) | Resultados en CCAA con estatutos partir 2016 y ciudades autónomas(Parlamentarios de Unidas Podemos/parlamentarios totales) | P.A.   |
| Comicios | AND | ARA | AST | ISB | CAN | CAN | CLM | CAT | CYL | CVA | EXT | GAL | LRJ | CMA | PVA | RDM | NAV | CEU | MEL | P.A.   |
| -------- | --- | --- | --- | --- | --- | --- | --- | --- | --- | --- | --- | --- | --- | --- | --- | --- | --- | --- | --- | ------ |
| 2016     | - | - | - | - | - | - | - | - | - | - | - | (14/75) | - | - | (11/75) | - | - | - | - | 25/150 |
| 2017     | - | - | - | - | - | - | - | (8/135) | - | - | - | - | - | - | - | - | - | - | - | 8/135  |
| 2018     | (17/109) | - | - | - | - | - | - | - | - | - | - | - | - | - | - | - | - | - | - | 17/109 |
| 2019     | - | - | - | (6/59) | - | - | (0/33) | - | - | (8/99) | (4/65) | - | (2/33) | (7/132) | - | - | - | (0/25) | - | 27/446 |
| 2020     | - | - | - | - | - | - | - | - | - | - | - | (0/75) | - | - | (6/75) | - | - | - | - | 6/150  |
| 2021     | - | - | - | - | - | - | - | (8/135) | - | - | - | - | - | (10/136) | - | - | - | - | - | 18/271 |
| 2022     | (5/109) | - | - | - | - | - | - | - | (1/81) | - | - | - | - | - | - | - | - | - | - | 6/190  |
| 2023     | - | - | - | (1/59) | (0/70) | - | (0/33) | - | - | (0/99) | (4/65) | - | (2/33) | (0/135) | - | - | (3/50) | (0/25) | - | 10/569 |

## Figuras relevantes

### Líderes nacionales y miembros del Gobierno de España
Hasta mayo de 2021, Pablo Iglesias ejerció de secretario general de Podemos y líder de facto del espacio político —formalmente, los partidos integrantes sólo acuerdan candidatos a los distintos procesos electorales y portavoces en las instituciones—. Tras su dimisión, éste designó a Yolanda Díaz como su sucesora al frente de la alianza, vinculada a Izquierda Unida hasta 2019 —abandonó la formación a raíz de las discrepancias durante negociaciones fallidas con el PSOE— y militante del Partido Comunista de España. A pesar de su cercanía con Iglesias, Díaz no se encontraba afiliada a Podemos, por lo que no pudo ocupar sus responsabilidades en el partido y fue Ione Belarra quien asumió la Secretaría General del partido tras un proceso de primarias.
Unidas Podemos mantuvo representación en el Congreso de los Diputados, donde los partidos integrantes y las distintas confluencias territoriales formaban lo que autodenominaron grupo confederal. De esta forma, la portavocía del grupo parlamentario se ejercía de forma compartida entre los distintos integrantes de la alianza. Además, varios de sus miembros formaron parte del Gobierno de España como socios minoritarios del PSOE:
| Nombre                        | Partido político                   | Responsabilidad institucional                                                         | Responsabilidad interna |
| ----------------------------- | ---------------------------------- | ------------------------------------------------------------------------------------- | --- |
| Yolanda Díaz                  | Partido Comunista de España        | Vicepresidenta segunda y ministra de Trabajo y Economía Social del Gobierno de España | Líder de facto de Unidas Podemos |
| Ione Belarra                  | Podemos                            | Ministra de Derechos Sociales y Agenda 2030                                           | Secretaria General de Podemos |
| Alberto Garzón                | Izquierda Unida                    | Ministro de Consumo                                                                   | Coordinador Federal de Izquierda Unida |
| Juan López Uralde             | Alianza Verde                      | Presidente de la Comisión de Transición Ecológica del Congreso de los Diputados       | Coordinador Federal de Alianza Verde |
| Irene Montero                 | Podemos                            | Ministra de Igualdad                                                                  | Secretaria de Acción de Gobierno de Podemos |
| Joan Subirats                 | Catalunya En Comú                  | Ministro de Universidades                                                             | |
| Pablo Echenique               | Podemos                            |                                                                                       | Portavoz en el Congreso de los Diputados de Unidas Podemos, Secretario de Programa de Podemos                                                                       |
| Enrique Santiago              | Izquierda Unida                    | Secretario de Estado para la Agenda 2030                                              | Portavoz adjunto en el Congreso de los Diputados de Unidas Podemos, Secretario General del PCE, Responsable del Área de Modelo de Estado, justicia e interior de IU |
| Aina Vidal                    | Catalunya En Comú / Esquerra Verda |                                                                                       | Portavoz adjunta en el Congreso de los Diputados de Unidas Podemos                                                                                                  |
| Antón Gómez-Reino             | En Común / Podemos                 |                                                                                       | Portavoz adjunto en el Congreso de los Diputados de Unidas Podemos, Secretario de Industria y América Latina de Podemos                                             |
| María Eugenia Rodríguez Palop | Independiente                      |                                                                                       | Portavoz en el Parlamento Europeo de Unidas Podemos Cambiar Europa                                                                                                  |

### Líderes autonómicos
Varias de las coaliciones territoriales de Unidas Podemos, con sus diferentes denominaciones, cuentan con representación en los parlamentos autonómicos y en algunos casos, como en la Comunidad Valenciana o Islas Baleares, forman parte de los respectivos Gobiernos autonómicos:
| Nombre                              | Partido político                                      | Territorio           | Grupo Parlamentario                    | Responsabilidad institucional             | Responsabilidad interna                                                                          |
| ----------------------------------- | ----------------------------------------------------- | -------------------- | -------------------------------------- | ----------------------------------------- | ------------------------------------------------------------------------------------------------ |
| Miren Edurne Gorrotxategi Azurmendi | Podemos                                               | País Vasco           | Elkarrekin Podemos - IU                | Portavoz en el Parlamento Vasco           | Coordinadora de Acción Parlamentaria de Podemos Euskadi                                          |
| Carolina Alonso                     | Podemos                                               | Comunidad de Madrid  | Unidas Podemos                         | Portavoz en la Asamblea de Madrid         | Secretaria de Finanzas, Recursos Humanos y Tareas de Organización de Podemos Comunidad de Madrid |
| Jéssica Albiach                     | Catalunya en Comú / Podemos                           | Cataluña             | En Comú Podem                          | Portavoz en el Parlamento de Cataluña     | Coordinadora de Catalunya en Comú                                                                |
| Irene de Miguel                     | Podemos                                               | Extremadura          | Unidas por Extremadura                 | Portavoz en la Asamblea de Extremadura    | Coordinadora de Podemos Extremadura                                                              |
| Pablo Fernández                     | Podemos                                               | Castilla y León      | Mixto (Unidas Podemos Castilla y León) | Portavoz en las Cortes de Castilla y León | Coordinador de Podemos Castilla y Léon                                                           |
| Inmaculada Nieto                    | Izquierda Unida Los Verdes-Convocatoria por Andalucía | Andalucía            | Unidas Podemos por Andalucía           | Portavoz en el Parlamento de Andalucía    | Responsable del Área del Política institucional política de Izquierda Unida                      |
| Naiara Davó                         | Podem                                                 | Comunidad Valenciana | Unides Podem                           |                                           | Portavoz en las Cortes Valencianas                                                               |
| Héctor Illueca                      | Podem                                                 | Comunidad Valenciana | Unides Podem                           |                                           |                                                                                                  |
| Rosa Pérez                          | Esquerra Unida                                        | Comunidad Valenciana | Unides Podem                           |                                           |                                                                                                  |
| Juan Pedro Yllanes                  | Podemos                                               | Islas Baleares       | Unides Podem                           |                                           |                                                                                                  |
| Mae de la Concha                    | Podemos                                               | Islas Baleares       | Unides Podem                           |                                           | Secretaria General de Podemos Illes Balears                                                      |